# パーレット
パーレット（Parlet）は、ベテランのバック・ボーカリストであるマリア・フランクリン、ジャネット・ワシントン、デビー・ライトによって結成されたPファンクの女性スピンオフ・グループ。ワシントンとライトは、1975年にパーラメント＝ファンカデリックで最初の女性メンバーとなった。

## ディスコグラフィ

### スタジオ・アルバム
- 『プレジャー・プリンシプル』 - Pleasure Principle (1978年、Casablanca)
- 『インヴェージョン・オブ・ザ・ブーティー・スナッチャーズ』 - Invasion of the Booty Snatchers (1979年、Casablanca)
- 『プレイ・ミー・オア・トレイド・ミー』 - Play Me or Trade Me (1980年、Casablanca)

### シングル
- "Pleasure Principle" (1978年)
- "Ridin High" (1979年)
- "Wolf Tickets" (1980年)
- "Help From My Friends" (1980年)